# Риверстаун (Слайго)
Риверстаун (англ. Riverstown; ирл. Baile Idir dhá Abhainn, «город между двух рек») — деревня в Ирландии, находится в графстве Слайго (провинция Коннахт).

## Демография
Население — 310 человек (по переписи 2006 года). В 2002 году население составляло 273 человек.
Данные переписи 2006 года:
| Общие демографические показатели |               |                               |                               |      |      |
| Всё население                    | Всё население | Изменения населения 2002—2006 | Изменения населения 2002—2006 | 2006 | 2006 |
| 2002                             | 2006          | чел.                          | %                             | муж. | жен. |
| 273                              | 310           | 37                            | 13,6                          | 162  | 148  |